# Staszicpaleis

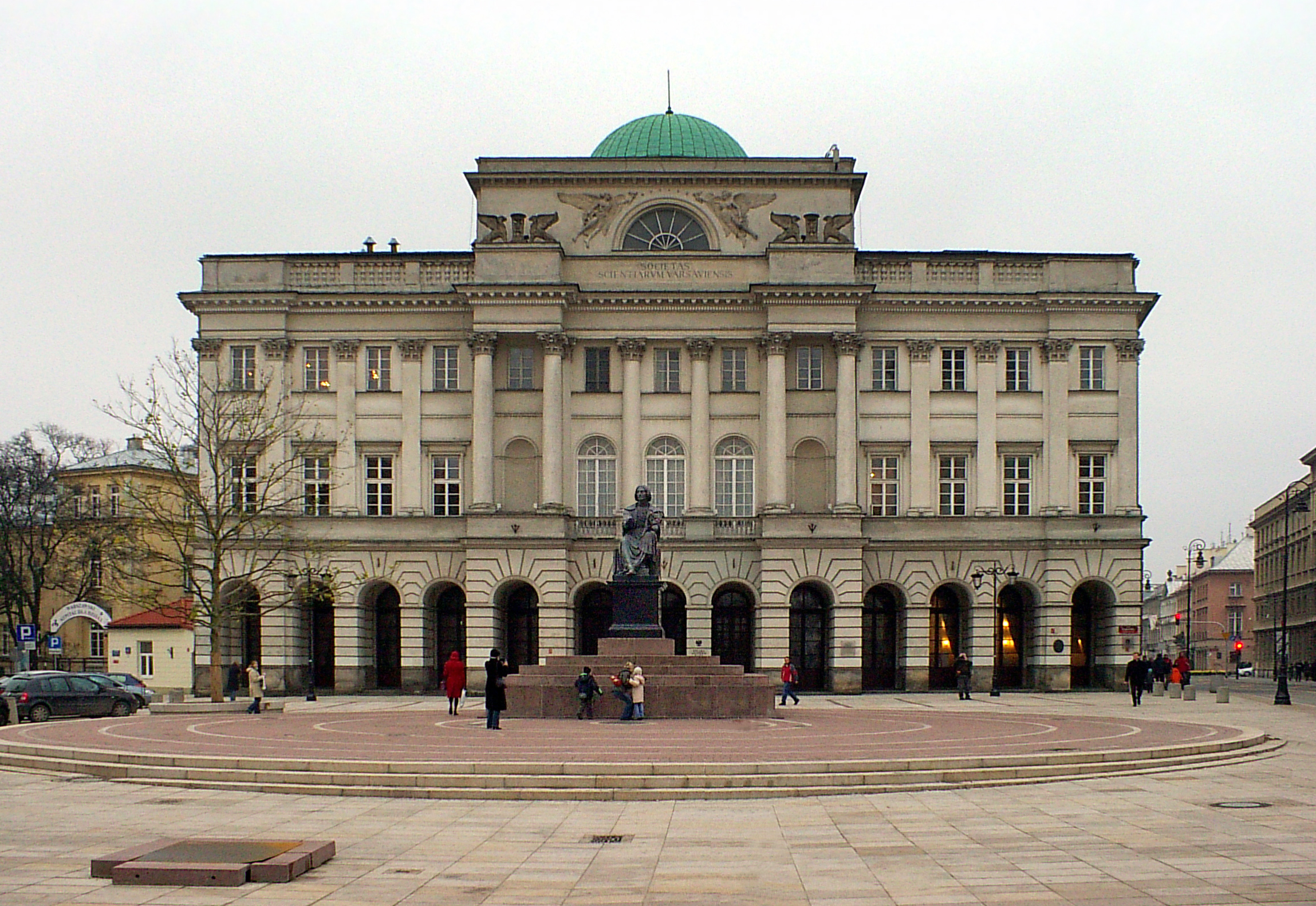
Staszicpaleis met het standbeeld van Copernicus

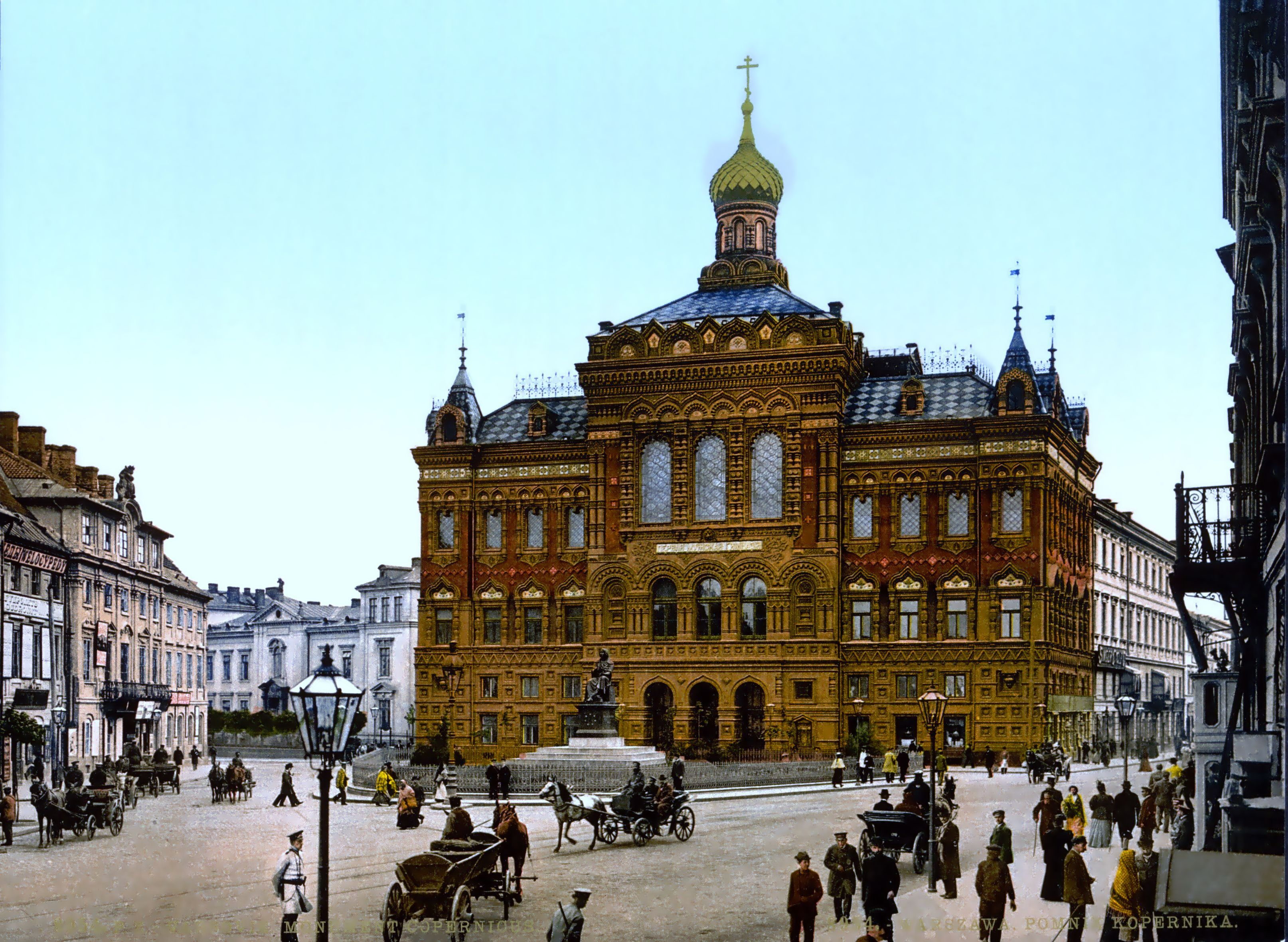
Staszicpaleis in pseudo-Russische stijl, rond 1900

Staszicpaleis (Pools: Pałac Staszica) is een paleis gelegen aan de ulica Nowy Swiat in de Poolse hoofdstad Warschau. Tegenwoordig is het de zetel van de Poolse Academie van Wetenschappen.

## Geschiedenis
De geschiedenis van het Staszicpaleis gaat terug tot 1620 toen de Poolse koning Sigismund III van Polen beval om een kleine orthodoxe kapel te bouwen om de voormalige tsaar Vasili IV van Rusland en zijn broer Dmitri Shuisky een begraafplaats te geven. Beiden stierven in Poolse gevangenschap, nadat ze krijgsgevangen waren genomen tijdens de Pools–Moskovitische Oorlog (1605-1618).
Omdat de bevolking het meest het katholieke, protestantse of joodse geloof aanhingen was er weinig behoefte aan een orthodoxe kapel en in 1668 gaf koning Jan II Casimir van Polen de kapel aan de Dominicaanse Orde, die het gebouw tot 1818 behielden.
In 1818 werd het gebouw overgenomen door Stanisław Staszic, de leider van de Poolse Verlichting, die met de renovatie van het gebouw begon. Architect Antonio Corazzi ontwierp een neoclassicistisch paleis. Na de renovatie (1820-1823) gaf Staszic het gebouw aan de Sociëteit van Vrienden van de Wetenschap, de eerste Poolse wetenschappelijke organisatie. Op 11 mei 1830 werd er een monument ter ere van Nicolaas Copernicus, ontworpen door Bertel Thorvaldsen, voor het paleis geplaatst en onthuld door Julian Ursyn Niemcewicz.
Na de Novemberopstand in 1830 werd de Sociëteit illegaal verklaard door de Russische regering. Voor de volgende 26 jaar werd het paleis gebruikt door de directie van een loterij. Van 1857 tot 1862 was het paleis de zetel van een Medisch-Chirurgische Academie, het eerste instituut van hoger onderwijs dat opnieuw werd ingesteld na de opstand van november 1830. Maar de Academie werd na de Januariopstand weer gesloten. Tot aan het einde van de Eerste Wereldoorlog huisvestte het paleis een gymnasium. Van 1890 was het ook een thuisbasis voor een orthodoxe kerk. Tussen 1892 en 1893 werd het paleis gerenoveerd door de Russische autoriteiten; in de lijn van de russificatie van Warschau veranderde architect Mikhail Pokrowski het paleis in een Russisch-Byzantijns gebouw.
Na de Poolse onafhankelijkheid in 1918 werd het paleis tussen 1924 en 1926 door architect Marian Lalewicz herbouwd naar zijn neoclassicistische stijl. Tijdens het interbellum huisvestte het paleis diverse organisaties: de Warschause Wetenschappelijke Sociëteit, Bank van Mianowski, het Nationale Meteorologisch Instituut, het Franse Instituut en het Archeologisch Museum van Warschau. Het paleis werd tijdens de Duitse belegering van Warschau in 1939 beschadigd en was bijna geheel verwoest tijdens de Opstand van Warschau in 1944. Het paleis werd tussen 1946 en 1950 herbouwd in zijn oorspronkelijke neoclassicistische vorm. Tegenwoordig huisvest het de Poolse Academie van Wetenschappen.